# Igreja de Nossa Senhora dos Milagres (Lajedo)
A Igreja de Nossa Senhora dos Milagres (Lajedo) é uma igreja católica portuguesa, localizada na freguesia do Lajedo concelho das Lajes das Flores, arquipélago dos Açores.
Esta igreja fui construída em 1771, e totalmente restaurada em 1868.